# Амио, Жак
Жак Амио́ (фр. Jacques Amyot; 30 октября 1513, Мелюн — 6 февраля 1593, Осер) — французский филолог, источниковед, переводчик классических текстов. Епископ осерский.

## Биография
Жак Амио родился 30 октября 1513 года во Франции в городе Мелён в небогатой семье.
Закончил Наваррский коллеж. Ему было девятнадцать лет, когда он получил степень магистра Парижском университете, а затем получил степень доктора юридического права в Бурже. Стал наставником детей приближённого короля Жака Колена; тот рекомендовал его Маргарите Наваррской, сестре Франциска I. После этого Амио был назначен преподавателем греческого и латинского языков в университете города Бурж (1536—1543). В 1543 году король даровал ему Белозанское аббатство; в том же году Амио в составе свиты французского посланника в Венеции Жана де Морвилье отправился в Италию. В 1550 году он находился в Риме, где занимался поисками древних рукописей; годом позже по поручению короля отправляется в Тренто со специальным посланием Тридентскому собору.
По возвращении Амио из Италии Мишель де л’Опиталь представил его новому французскому монарху. Генрих II назначил Амио воспитателем принцев — своих сыновей, будущих Карла IX и Генриха III, а также принцессы Маргариты.
С приходом к власти Карла IX обласкан своим питомцем и, невзирая на сопротивление Екатерины Медичи, назначен Великим раздатчиком милостыни Франции, государственным советником, а затем хранителем Парижского университета. С 1570 году — епископ Осера. В 1578 году Генрих III удостоил Амио звания Командора Ордена Святого Духа (то был редчайший случай, когда подобная честь оказывалась лицу недворянского происхождения).
В 1589 году Амио был несправедливо обвинён Католической Лигой в причастности к убийству герцога де Гиза, но уже в мае 1590 года восстановлен в правах. С этого момента он полностью погрузился в изучение Библии и святоотеческой традиции.

## Творчество
Известность Амио связана прежде всего с выполненными им переводами на французский язык греческих классиков. Им были переведены все доступные на тот момент сочинения Плутарха — «Сравнительные жизнеописания», над которыми он работал с 1542 года и которые впервые вышли в свет под заглавием «Vies des hommes illustres» в 1559 году, и «Моралии» (Oeuvres morales, 1572). Некоторые из трактатов «Моралий» Амио предваряет ценными источниковедческими и филологическими примечаниями.
Кроме того, Амио перевёл с греческого трактат «Историческая библиотека» Диодора Сицилийского (1554) и два романа — «Эфиопика» Гелиодора (1547) и «Дафнис и Хлоя» Лонга (1559).

## Монтень об Амио
Во второй книге «Опытов» Мишель де Монтень даёт чрезвычайно высокую оценку Амио:

Среди всех французских писателей я отдаю пальму первенства — как мне кажется, с полным основанием — Жаку Амио… Я вижу, что на протяжении всего его перевода смысл Плутарха передан так превосходно и последовательно, что либо Амио в совершенстве понимал подлинный замысел автора, либо он настолько вжился в мысли Плутарха, сумел настолько отчетливо усвоить себе его общее умонастроение, что нигде по крайней мере он не приписывает ему ничего такого, что расходилось бы с ним или ему противоречило. Но главным образом я ему благодарен за находку и выбор книги, столь достойной и ценной, чтобы поднести её в подарок моему отечеству. Мы, невежды, были бы обречены на прозябание, если бы эта книга не извлекла нас из тьмы невежества, в которой мы погрязли. Благодаря его труду мы в настоящее время решаемся и говорить, и писать по-французски; даже дамы состязаются в этом с магистрами. Амио — это наш молитвенник.— 

## Интересные факты
Опубликованный в 1579 году английский перевод «Сравнительных жизнеписаний», которым пользовался Шекспир при работе над его историческими трагедиями, был выполнен Томасом Нортом именно с французской версии Амио.